# Oxyopes globifer
Oxyopes globifer är en spindelart som beskrevs av Simon 1876. Oxyopes globifer ingår i släktet Oxyopes och familjen lospindlar. Inga underarter finns listade i Catalogue of Life.